# Gézaincourt
Gézaincourt é uma comuna francesa na região administrativa de Altos da França, no departamento de Somme. Estende-se por uma área de 6,97 km². Em 2010 a comuna tinha 423 habitantes (densidade: 60,7 hab./km²).